# Dixie (Washington)
Dixie es un lugar designado por el censo ubicado en el condado de Walla Walla, en el estado estadounidense de Washington. En el censo del año 2010 tenía una población de 197 habitantes. Tiene una población estimada, en 2019, de 190 habitantes.

## Geografía
Dixie se encuentra ubicado en las coordenadas 46°8′27″N 118°9′14″O / 46.14083, -118.15389.

## Demografía
Según la Oficina del Censo en 2000 los ingresos medios por hogar en la localidad eran de $33.125, y los ingresos medios por familia eran $40.714. Los hombres tenían unos ingresos medios de $29.583 frente a los $19.000 para las mujeres. La renta per cápita para la localidad era de $24.650. Alrededor del 9,9% de la población estaban por debajo del umbral de pobreza.